# TKB-0146
El TKB-0146 (ТКБ-0146, en ruso) fue un prototipo de fusil de asalto bullpup diseñado por Igor Yakovlevich Stechkin en el TsKIB SOO (acrónimo en ruso de Buró Central de Diseño e Investigación de Armas de Cacería y Tiro Deportivo). El fusil participó en las pruebas del Proyecto Abakan.

## Historia y desarrollo
El AS[M] de Nikonov y el fusil de Stechkin fueron los únicos diseños innovadores en el Proyecto Abakan que llegaron a la serie final de pruebas; los otros seis fusiles participantes que llegaron tan lejos estaban basados en diseños más convencionales. El fusil de Stechkin podía disparar ráfagas cortas (de dos disparos) con una cadencia de 2.000 disparos/minuto, así como disparar en modo automático con una cadencia de 600 disparos/minuto. Era ligeramente más preciso que el fusil de Nikonov, pero demostró ser menos fiable, principalmente porque su cañón acumulaba más hollín. El diseño de Nikonov ganó la competencia y fue designado AN-94. En el TKB-0146, el selector del modo de disparo era un gatillo secundario ubicado detrás del gatillo principal. Al apretar ligeramente el gatillo principal, el fusil disparaba en modo semiautomático. Cuando era apretado hasta el fondo, presionaba el gatillo secundario y disparaba en modo automático. Para poder disparar en ráfaga corta, se accionaba otra palanca.
Dos ejemplares están exhibidos en el Museo de armas de Tula. Uno de ellos es un prototipo inicial que estaba configurado para ráfaga corta de tres disparos en lugar de dos, que era la opción de los prototipos posteriores.